# گچی قلعه سی
بقایای گچی قلعه سی مربوط به دوره اشکانیان - دوره ساسانیان است و در شهرستان ماهنشان، بخش انگوران، دهستان انگوران، ۵۰۰ متری شمال غرب روستای گلابلو واقع شده و این اثر در تاریخ ۲۷ بهمن ۱۳۸۷ با شمارهٔ ثبت ۲۴۵۷۷ به‌عنوان یکی از آثار ملی ایران به ثبت رسیده است.